# Epactiochernes tristis
Espèce
Synonymes
- Chelanops tristis Banks, 1891

Epactiochernes tristis est une espèce de pseudoscorpions de la famille des Chernetidae.

## Distribution
Cette espèce est endémique des États-Unis. Elle se rencontre dans l'État de New York, au Connecticut et au Massachusetts.

## Description
L'holotype mesure 2 mm.
Les mâles mesurent de 1,70 à 2,03 mm et les femelles de 1,90 à 2,63 mm.

## Publication originale
- Banks, 1891 : Notes on North American Chernetidae. Canadian Entomologist, vol. 23, p. 161-166 (texte intégral).